# Proterocladus antiquus
Proterocladus antiquus — викопний вид зелених водоростей родини кладофорових (Cladophoraceae) класу ульвофіцієвих (Ulvophyceae), що існував у неопротерозої майже мільярд років тому. Описаний у 2020 році з мікрофосилій, що знайдені у відкладеннях формації Нанфен в провінції Ляонін на сході Китаю. Це найдавніший відомий вид зелених рослин, а його знахідка відсунула вік появи цієї групи на 200 млн років.
Рослина має нитчасту, дещо розгалужену структуру, завдовжки до 2 мм, що складається з відносно довгих клітин. Клітини мають діаметр 6–50 мкм і довжину 50–800 мкм. Proterocladus має характеристики, які нагадують сучасному роду Cladophora. P. antiquus відрізняється від інших видів Proterocladus деякими особливостями, включаючи його коренеподібну структуру.